# Anacamptodes emida
Anacamptodes emida är en fjärilsart som beskrevs av William Schaus. Anacamptodes emida ingår i släktet Anacamptodes och familjen mätare. Inga underarter finns listade i Catalogue of Life.